# Richard S. Hamilton
Pour les articles homonymes, voir Hamilton et Richard Hamilton.
Ne pas confondre avec le mathématicien William Rowan Hamilton.
Richard Streit Hamilton, né le 19 décembre 1943 à Cincinnati (Ohio) et mort le 29 septembre 2024, est un professeur de mathématiques américain à l'université Columbia.
Il reçoit son titre de Ph.D. en 1966 à l'université de Princeton. Parmi ses contributions aux mathématiques, la plus significative concerne le flot de Ricci, base de la démonstration de la conjecture de Poincaré par Grigori Perelman.

## Biographie
Richard S. Hamilton a obtenu sa licence (B.A.) en 1963 de l'université Yale; et son doctorat (Ph.D.) en 1966 de l'université de Princeton. Robert C. Gunning (en) a supervisé sa thèse. Il a enseigné à UC Irvine, à San Diego, à l'université Cornell et à l'université Columbia.
Les contributions mathématiques de Richard S. Hamilton concernent principalement la géométrie différentielle et plus particulièrement l'analyse géométrique. Il est surtout connu pour avoir découvert le flot de Ricci et avoir démarré un programme de recherche qui a finalement conduit à la démonstration par Grigori Perelman de la conjecture de géométrisation de Thurston et de la solution de la conjecture de Poincaré.
Richard S. Hamilton a reçu le prix Oswald-Veblen en géométrie en 1996 et le prix Clay Research Award en 2003. Il a été élu à la National Academy of Sciences en 1999 et à l'Académie américaine des arts et des sciences en 2003. Il a également reçu le prix AMS Leroy P. Steele pour une contribution majeure à la recherche en 2009.
En août 2006, Grigori Perelman s'est vu décerner la médaille Fields pour sa démonstration, mais il l'a déclinée en citant en partie le travail de Hamilton comme étant fondamental. Il dira: « Je n'apprécie pas leur décision, je l'estime injuste. J'estime que la contribution du mathématicien américain Hamilton à la résolution du problème n'est pas moindre que la mienne. »
Le 18 mars 2010, la communauté mathématique a annoncé que Perelman a satisfait les critères permettant de recevoir le premier prix du millénaire pour sa preuve de la conjecture de Poincaré. Le 1er juillet 2010, Perelman refuse encore une fois le prix, réaffirmant que sa contribution à la preuve de la conjecture de Poincaré n'était pas plus grande que celle de Hamilton.
En juin 2011, il a été annoncé que le prix d'un million de dollars serait partagé à parts égales entre Hamilton et Demetrios Christodoulou.
Richard S. Hamilton meurt le 29 septembre 2024 à l'âge de 80 ans.

## Distinctions
- Prix Oswald-Veblen en 1996
- Clay Research Award en 2003
- Prix Leroy P. Steele « pour une contribution majeure[3] dans la recherche » en 2009
- Prix Shaw en mathématiques en 2011